# Ligne 3 (CFL)
Pour les articles homonymes, voir Ligne 3.
La ligne 3 Luxembourg - Wasserbillig-Frontière est une ligne de chemin de fer de 37,4 km reliant Luxembourg à Wasserbillig sur la frontière avec l'Allemagne.
Exploitée par la Compagnie des chemins de fer de l'Est en 1861, puis après 1872 par la Direction générale impériale des chemins de fer d'Alsace-Lorraine, par l'Administration des chemins de fer d'Alsace et de Lorraine après 1919, par la SNCF après 1938 puis par la Deutsche Reichsbahn après 1940, elle est exploitée depuis 1946 par la société nationale des chemins de fer luxembourgeois.
Elle est prolongée en Allemagne par la ligne 3140 (DB Netz) (de) vers Trèves et Coblence.

## Histoire
Le 29 août 1861, la Compagnie des chemins de fer de l'Est, exploitant des lignes de la Société royale grand-ducale des chemins de fer Guillaume-Luxembourg, ouvre à l'exploitation la section de Luxembourg à la frontière allemande.
Initialement à voie unique, la ligne est mise en double voie entre Oetrange et la frontière en 1918. La ligne est électrifiée en intégralité en 1959.
Le 1er septembre 1966, une antenne d'environ 3 km de long est mise en service pour desservir le port de Mertert, par le réaménagement et la remise en service d'une grande partie du tronçon Wasserbillig-Grevenmacher de l'ancienne ligne de la Sûre ; cette desserte est électrifiée en 1980.
Une mise à double-voie entre Luxembourg et Sandweiler, incluant le doublement du viaduc de Pulvermühl, a été entamée en 2013 et inaugurée le 11 juin 2019.

## Caractéristiques

### Tracé
Longue de 37,4 kilomètres, la ligne relie la capitale au nord-est du grand-duché et à l'Allemagne. D'orientation centre-nord-est, elle est électrifiée en 25 kV – 50 Hz, sauf entre Oetrange et Mertert où le 2 x 25 kV – 50 Hz est utilisé et est à deux voies banalisées, avec des tronçons à voie unique, et à écartement normal (1 435 mm).
Un débranchement de 3,7 km permet de raccorder le port de Mertert au réseau national à hauteur de la gare de Mertert, il est ouvert au trafic du lundi au samedi de 4 h à 20 h, il s'agit d'une section qui appartenait autrefois à la ligne de la Sûre qui reliait Ettelbruck à Grevenmacher par la vallée de la Sûre.
Le tracé de la ligne, qui dessert le nord-est du Luxembourg en passant notamment par la vallée de la Syre n'est pas très favorable, avec une pente maximale de 17 ‰. Cela se traduit par un nombre important d'ouvrages d'art, avec pas moins de 15 ponts et 2 tunnels, dont le Viaduc de Pulvermühl.
Les tronçons suivants sont à voie unique, :
- Sandweiler - Contern-Oetrange ;
- Embranchement du port de Mertert.

### Infrastructures

#### Signalisation
La ligne est équipée de la signalisation ferroviaire luxembourgeoise et du Système européen de contrôle des trains de niveau 1 (ETCS L1), ce dernier cohabite jusqu'au 31 décembre 2019 avec le Memor II+.

#### Gares
Outre la gare d'origine, de Luxembourg, la ligne comporte dix gares ou haltes voyageurs :  Cents-Hamm, Sandweiler - Contern, Oetrange, Munsbach, Roodt, Betzdorf, Wecker, Manternach, Mertert et Wasserbillig. Deux de ces gares ont également des installations de « terminal fret » et de « gare de formation » : Oetrange et Wasserbillig.

#### Vitesses limites
La vitesse limite varie de 80 à 120 km/h. Dans le détail, elle est de 120 km/h de la gare de Luxembourg à la gare d'Oetrange, puis elle est de 100 km/h jusqu'à la gare de Wasserbillig puis de 80 km/h jusqu'à la frontière. La branche vers le port de Mertert a une vitesse maximale de 60 km/h.

## Trafic
La ligne est desservie par une ligne commerciale des CFL, la ligne Luxembourg - Wasserbillig - Trèves (Allemagne).
La desserte s'effectue dans la pratique par des trains Regional-Express et Regionalbunn. Des trains de marchandises empruntent la ligne.